# Parhyale
Parhyale is een geslacht van vlokreeften uit de familie van de Hyalidae.

## Soorten
De volgende soorten zijn bij het geslacht ingedeeld:
- Parhyale aquilina (Costa, 1853)
- Parhyale basrensis Salman, 1986
- Parhyale darvishi Momtazi & Maghsoudlou, 2016
- Parhyale eburnea Krapp-Schickel, 1974
- Parhyale explorator Arresti, 1989
- Parhyale fascigera Stebbing, 1897
- Parhyale hachijoensis Hiwatari, 2002
- Parhyale hawaiensis (Dana, 1853)
  - = Parhyale trifoliadens Kunkel, 1910
- Parhyale inyacka K. H. Barnard, 1916
- Parhyale iwasai (Shoemaker, 1956)
- Parhyale micromanus Ren, 2012
- Parhyale multispinosa Stock, 1987
- Parhyale penicillata Shoemaker, 1956
- Parhyale philippinensis Hiwatari, 2002
- Parhyale piloi Myers, Trivedi, Gosavi & Vachhrajani, 2017[1]
- Parhyale ptilocerus (Derzhavin, 1937)
- Parhyale taurica Grintsov, 2009